# نوکیا X2-02
نوکیا ایکس۲-۰۲، یک گوشی کم‌هزینه از سری ۴۰ نوکیا است.
سیستم عامل آن جاوا است و زیر خط سری X تولید و منتشر شده است. از ویژگی های آن می توان به پخش موسیقی های داخل دستگاه در دستگاه پخش اتومبیل از طریق فرستنده FM اشاره کرد؛ یک باتری ۱۰۲۰ میلی آمپری نیز دارد.
علاوه بر این، کنار آن کلیدهای افزایش و کاهش حجم صدا، پخش و توقف موسیقی یا رادیو، یک اسلات کارت حافظه و یک اسلات سیم کارت دوم دارد. 

## مزایا
هر تلفن همراه یک سری مزایا و معایب خاص خود را دارد که در مدل‌ها و برندهای مختلف، متفاوت‌اند و این ثابت شده است.
- ارزان و بادوام
- تقویم میلادی
- مخاطبین
- رایانامه
- اینترنت
- پیام‌رسانی
- مدیریت و ویرایش تصاویر
- فروشگاه نوکیا
- چت
- پخش‌کنندهٔ موسیقی
- رادیو FM
- پخش از رادیو
- نصب انواع برنامه‌های jad و jar
- ذخیرهٔ یادداشت
- زنگ هشدار

## معایب
- حافظهٔ داخلی کم
- کیفیت ضعیف فیلمبرداری
- بازکردن بخش‌بخش پیام های بیش از ۷۰حرف